# Ctesibi de Calcis
Ctesibi (grec antic: Κτησίβιος, llatí: Ctesibius) fou un filòsof cínic grec nascut a Calcis i amic de Menedem. Ateneu de Nàucratis fa referència a alguns fets de la seva vida, i diu que va viure en temps d'Antígon II Gònates de Macedònia, al segle iii aC.